# Antoniuskapelle (Selmnau)

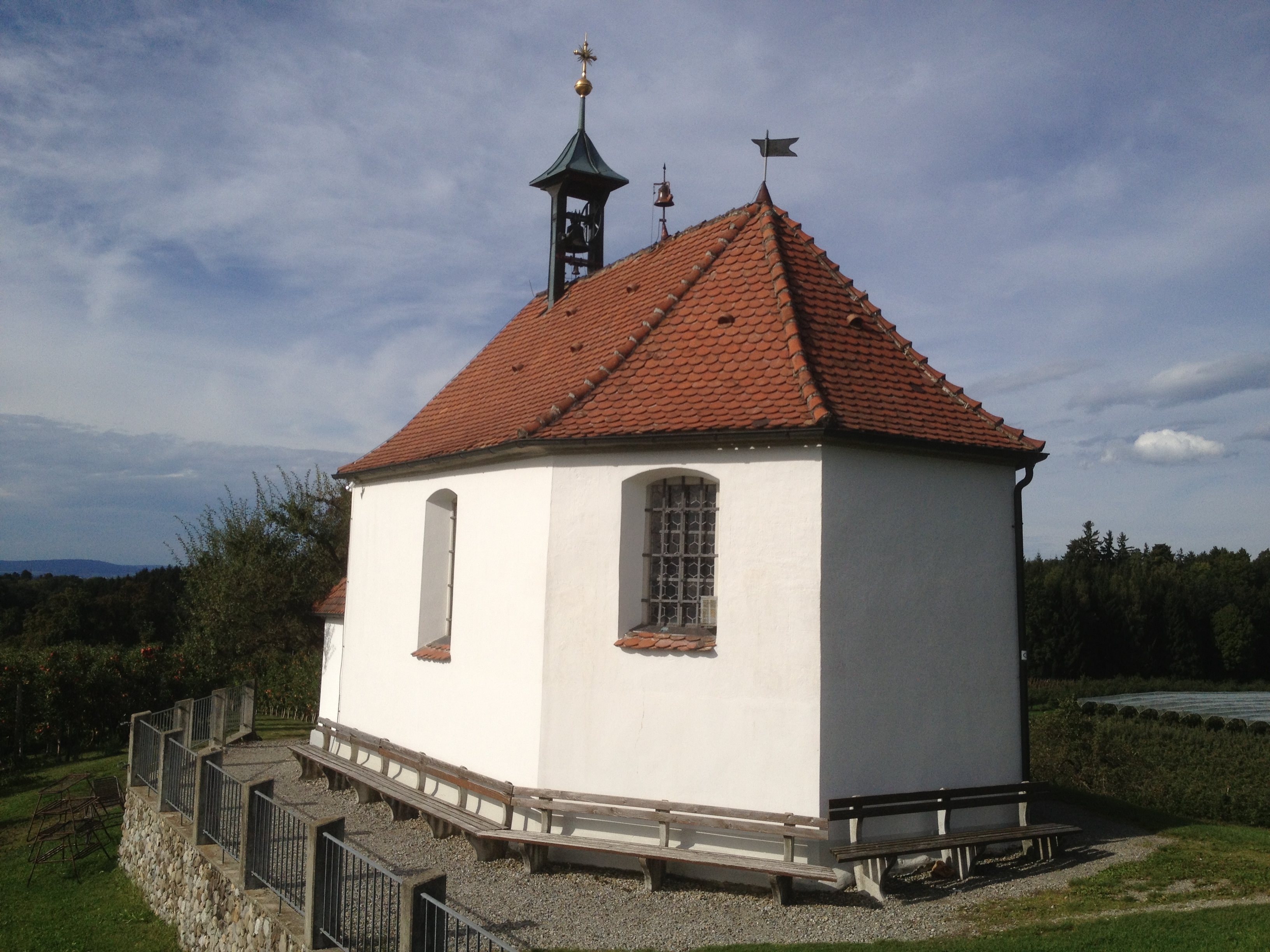
Antoniuskapelle in Selmnau

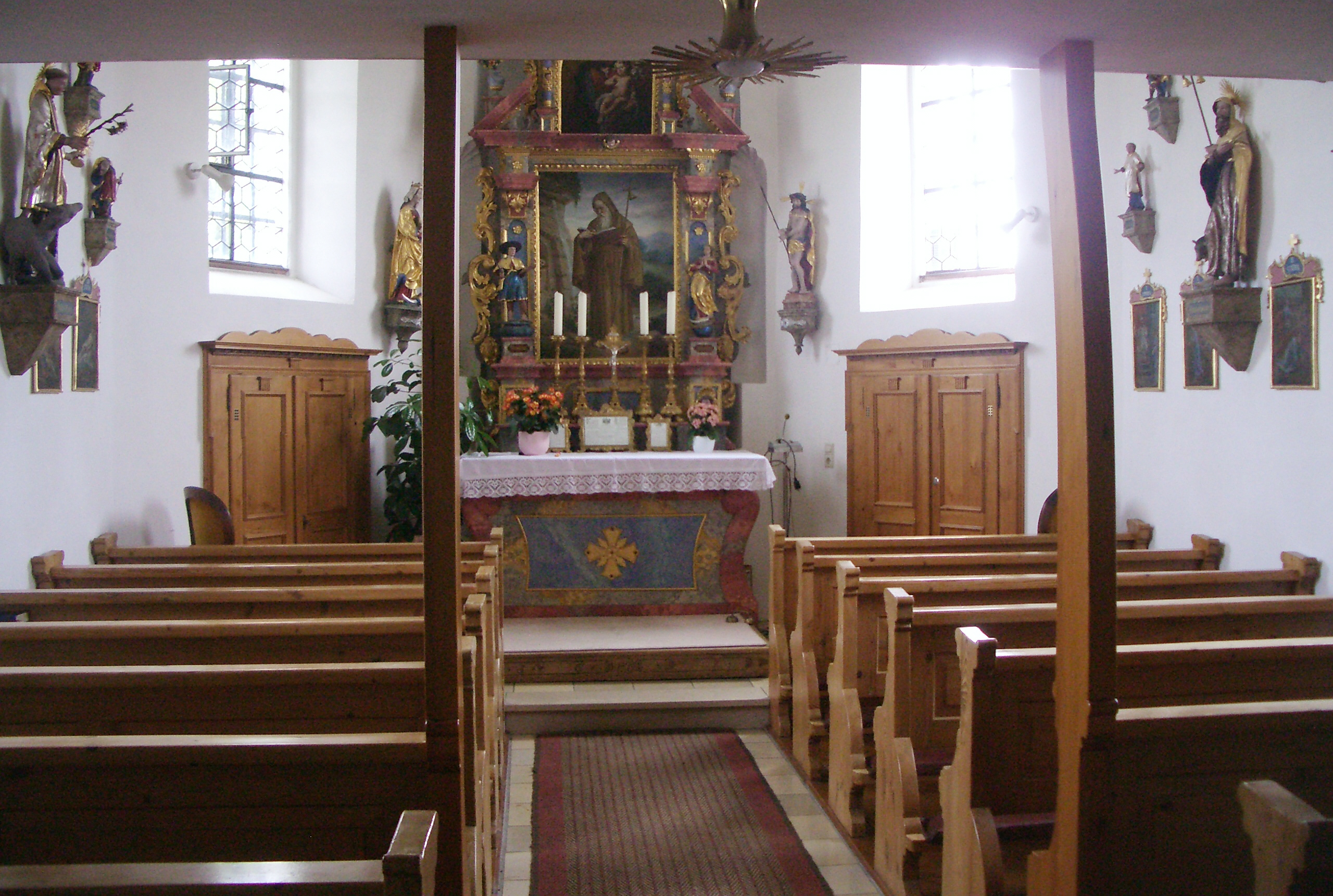
Innenraum

Die römisch-katholische Antoniuskapelle steht in Selmnau, einem Gemeindeteil von Wasserburg im bayerischen Landkreis Lindau (Bodensee). Das Bauwerk ist  in der Liste der Baudenkmäler in Wasserburg (Bodensee) als Baudenkmal unter der Nr. D-7-76-128-24 eingetragen. Schutzpatron ist Antonius der Große.

## Beschreibung
Die Kapelle wurde 1695/96 erbaut und ersetzte eine Einsiedelei, die schon 1492 erstmals erwähnt ist. Sie besteht aus einem Langhaus, das im Südosten dreiseitig geschlossen ist. Aus dem Satteldach des Langhauses erhebt sich ein offener Dachreiter, in dem eine Kirchenglocke hängt, und der mit einem Pyramidendach bedeckt ist. Über dem Portal im Nordwesten befindet sich das Wappen der Fugger von Kirchberg. 
Der Altar stammt aus der Erbauungszeit. Ein Marienbildnis ist allerdings um 1520 entstanden. Die Statuetten der Vierzehn Nothelfer hat um 1704 ein Bildhauer aus Bregenz geschaffen.